# 1-я Тверская-Ямская улица
1-я Тверска́я-Ямска́я у́лица (в 1932—1990 годах — часть улицы Горького) — улица в Центральном административном округе города Москвы на территории Тверского района. Улица начинается от Триумфальной площади и идёт до площади Тверская Застава.

## Происхождение названия
Название XVI века дано по Тверской ямской слободе, которая появилась здесь ещё при Иване Грозном и сохранялась почти до конца XIX века. По имени Тверской ямской слободы назван ещё ряд улиц и переулков, отличаясь порядковыми номерами: 2-я Тверская-Ямская улица, 3-я Тверская-Ямская улица, 4-я Тверская-Ямская улица, 1-й Тверской-Ямской переулок, 2-й Тверской-Ямской переулок.

## История
Жившие в Тверской ямской слободе, занимавшей большое пространство с обеих сторон от Тверской дороги, ямщики обеспечивали перевозку почты, пассажиров и грузов вначале по тракту Москва—Тверь, потом Москва—Санкт-Петербург. Слобода сохраняла свой характер до второй половины XIX века, но после окончания ямской гоньбы и строительства в 1870 году Смоленского (ныне Белорусского) вокзала началась активная застройка Тверской-Ямской улицы, и она стала всё больше и больше походить на Тверскую улицу. В 1872 году по ней пустили конку, а в начале XX века — трамвай.
На пересечении 1-й Тверской-Ямской и Васильевской улиц находилась известная с XVI века церковь Василия Кесарийского. В начале XX века рядом с ней по проекту Ф. О. Шехтеля была построена Никольская часовня в память о дне бракосочетания императора Николая II и императрицы Александры Фёдоровны (церковь и часовня не сохранились).
В 1932 году 1-я Тверская-Ямская улица была объединена с Тверской под общим названием и с того времени именовалась в честь писателя Максима Горького улицей Горького. В 1990 году улице было возвращено историческое наименование. Позднее была проведена перенумерация домов на ней.

## Здания и сооружения

### По нечётной стороне
- № 1/3 — здание проектных организаций (1955, архитектор В. А. Бутузов). В объём здания включены два стоявших ранее на этом месте строения: дом, возведённый в 1904 году по проекту А. Э. Эрихсона, и дом Ханжонкова; оба здания в 1938 году перестроил Д. Н. Чечулин[1]. Ныне здание проектных организаций занимает Минэкономразвития России.
- № 3 — Административное здание Наркомата вооружений (1938—1940, архитекторы Д. Н. Чечулин, К. К. Орлов)[2], ныне — Минэкономразвития России.
- № 5 — Административное здание «Галс-Тауэр» (1996—2001, Моспроект-2; архитекторы П. Андреев, С. Павлов, В. Солонкин)[3][4].
- № 7 — Жилой дом (1974—1977, архитекторы З. Розенфельд, В. Орлов, Д. Алексеев)[5][6].
- № 9 — Жилой дом Моссовета (1930, архитектор С. Козлов)[7][8].
- № 11 — жилой дом сотрудников НКВД с магазином «Динамо» (1938—1940, архитекторы — А. В. Мезьер и Л. З. Чериковер, при участии К. Н. Иванова)[9]. Построен на месте снесённого в 1935 году храмового комплекса Василия Кесарийского[10]. В доме жил пианист Наум Штаркман[11]. До строительства дома магазин «Динамо» располагался в другом здании, также занятом НКВД — Доме общества «Динамо» (№ 12 по Большой Лубянке)[10].
- № 13 — жилой дом начальствующего состава Наркомата авиационной промышленности и завода № 240 (1943, архитектор М. И. Синявский). В доме жили авиаконструктор П. В. Цыбин[12], учёный в области технологии производства авиационных двигателей Л. А. Хворостухин[13], лётчик-испытатель Г. М. Шиянов[14], учёный-материаловед А. Т. Туманов[15]. Прежний адрес — улица Горького, 43.
- № 15 — доходный дом С. П. Аристова (1909, архитектор — П. А. Заруцкий[16]).
- № 17 — доходный дом С. Я. Ямбора (1913, архитектор А. Д. Елин)[17].
- № 21 — Торгово-офисное здание (2001—2008, Моспроект-2, архитекторы М. Посохин, В. Лапин и другие)[18].
- № 25 — доходный дом Московского отделения Страхового общества «Россия» (1913, архитектор Ф. Ф. Воскресенский)[8].

### По чётной стороне

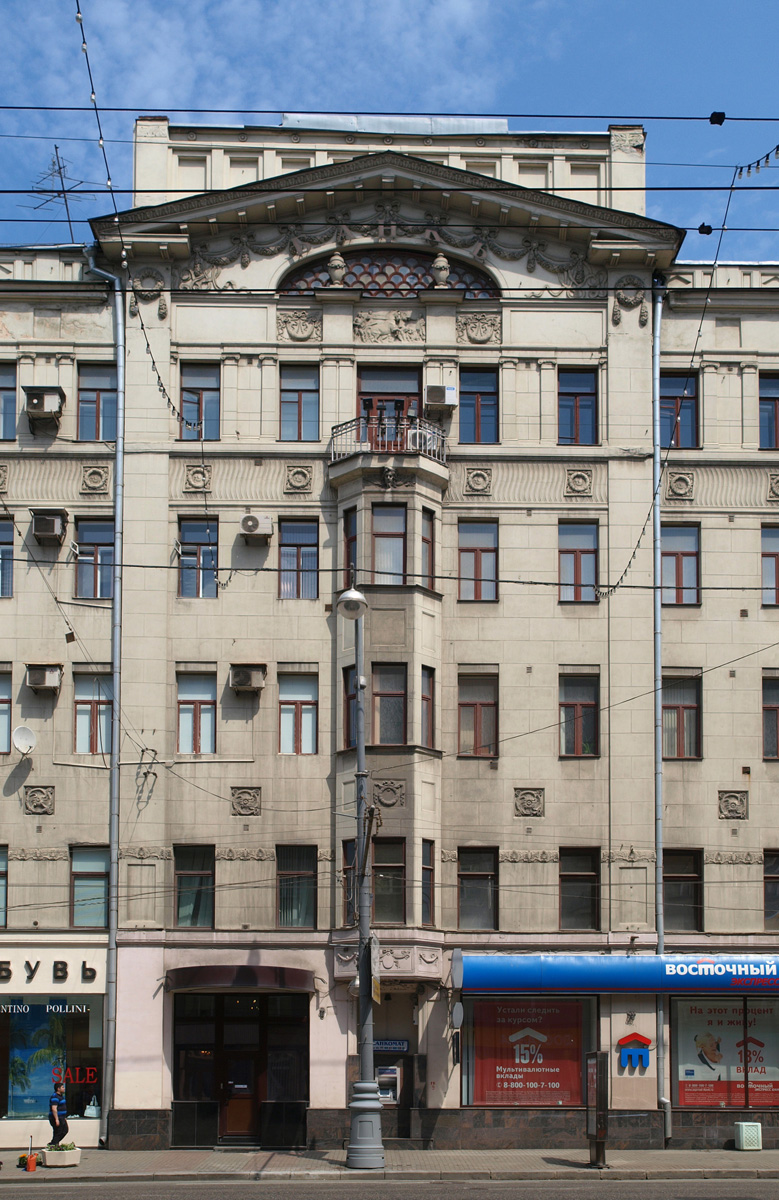
Доходный дом Н. Ф. Капырина, фрагмент фасада (№ 16)

- № 2 — доходный дом (1899, архитектор — В. В. Шервуд, совместно с И. А. Ивановым-Шицем).
- № 6 — доходный дом Ф. В. Езерского (1903, архитектор К. Л. Розенкампф).
- № 10 — жилой дом. Здесь жила актриса Наталья Гундарева[19].
- № 12 — жилой дом. Строительство начато до войны для авиапрома, затем стройка была законсервирована. Дом был достроен в 1943 году, фасады были окончательно оформлены в послевоенное время. В 1947 году автором фасадов был указан М. Б. Першин.
- № 14 — Административное здание Ростелекома (1998—1999, архитекторы Ю. Коновалов, А. Локтев, В. Кереметчи, Е. Ковалёв, В. Горелова, инженеры Б. Поз, М. Вайнштейн)[20][21].
- № 16 — доходный дом Н. Ф. Капырина (1901, архитектор — С. М. Гончаров; перестроен в 1912 году архитектором Э.-Р. Нирнзее)[8].
- № 18 — ЖСК «50 лет МХАТ», постройка 1952 года, Председатель правления Жилищно Строительного Кооператива — Мирошниченко Ирина Петровна.
- № 20 — жилой дом ЖСК «Мастера эстрады» (1949, архитекторы М. Я. Гинзбург, А. В. Крестин, при участии Ф. Михайловского)[22]. В 1949—1952 годах здесь жил конструктор стрелкового оружия Г. С. Шпагин[23].
- № 22,  памятник архитектуры (утраченный) — до 2014 года здесь стоял доходный дом Н. Я. и А. Я. Прошиных, уникальный образец московского модерна[24] (1905, архитектор — П. А. Заруцкий)[8]. В доме жил гитарист А. К. Фраучи[25].

В 2013 году застройщик приступил к работам по сносу здания, встретив сопротивление градозащитников: общественная «Коалиция в защиту старой Москвы» и «Фронде ТВ» несколько раз останавливали работы по демонтажу дома, что иногда заканчивалось потасовками. В ноябре 2012 года рабочая группа при правительстве Москвы одобрила проект реконструкции здания под гостиничный комплекс, предусматривающий снос строения и дальнейшее строительство на участке при сохранении главной фасадной стены. Однако, в августе 2014 года градозащитники случайно обнаружили, что дом, скрытый за сеткой, был полностью уничтожен вместе с фасадной стеной.
По этому факту «Мосгорнаследием» было возбуждено административное дело; градостроительный план земельного участка (ГПЗУ), выданный собственнику объекта, компании «Атлантик Аэронаутик Холдинг Лимитед», был отозван городскими властями, однако позднее суд мэрию выдать новый ГПЗУ, разрешающий восстановить снесённое здание в ранее существовавших габаритах. Общественное движение «Архнадзор» потребовало провести незамедлительное расследование обстоятельств сноса дома Прошиных и привлечь к ответственности его организаторов. В декабре 2015 года суд обязал владельца участка за собственный счёт восстановить здание.
- № 26 — жилой дом (1950-е, архитекторы Л. Чериковер, Т. Сафонова, П. Зиновьев, инженер С. Кашелкин)[6].
- № 28 — Жилой дом (1953—1955, архитекторы И. Рожин, В. Уляшов, М. Зенков, инженер Ю. Аврутин)[33][34]. Здесь жил актёр Михаил Яншин (мемориальная доска, архитектор Г. И. Гаврилов)[35].
- № 30 — особняк (1915, архитектор — Б. А. Коршунов)[8].
- № 32,  памятник архитектуры (утраченный) — на этом месте стоял доходный дом Е. И. Курникова (1904, архитектор — Э.-Р. Нирнзее)[8]. В доме жил фотожурналист Иван Шагин[36]. Дом был сломан в 1997 году, в 1999 году на этом месте было построено новое здание. Декор современного фасада в общих чертах воспроизводит утраченный.
- № 34 — два здания начала XX века занимает гостиница «Марриотт Москва Тверская».
- № 36, стр. 1 — Жилой дом для инженерно-технических работников (1932—1939, архитектор М. И. Синявский)[37]. Во время постройки дом обозначал начало улицы Горького, оформляя границы площади Белорусского вокзала. Его этажность — одиннадцать этажей вместо семи, принятых по нормативу для зданий главной улицы Москвы, была связана с необходимостью скрыть со стороны площади Белорусского вокзала вид на массивный Александро-Невский собор, стоявший на Миусской площади[38]. На другой стороне улицы по замыслу Синявского планировалось построить аналогичный по композиции дом. Два дома должны были сформировать пропилеи парадного въезда на улицу Горького, заместив снесённую Триумфальную арку. Реализации проекта помешала война, дом на нечётной стороне улицы так и не был построен, а корпус по Лесной улице достроили лишь в конце XX века[38]. В доме жил советский партийный деятель М. А. Яснов[39], лётчики И. Т. Спирин (мемориальная доска, 1966, архитектор А. Б. Гурков)[40] и П. Г. Головин[41], поэты В. И. Лебедев-Кумач (мемориальная доска, скульптор В. М. Терзибашьян, архитектор И. А. Француз)[42] и Перец Маркиш (мемориальная табличка проекта «Последний адрес»).

## Улица в произведениях литературы и искусства
- Улица упоминается в известной русской народной песне «Вдоль по Питерской»:

«Вдоль по Питерской да по Тверской-Ямской,
По Тверской-Ямской да с колокольчиком…»
- Тверская-Ямская улица упоминается и в романе "Доктор Живаго" Б. Л. Пастернака как одно из мест действий. В частности, в произведении присутствуют следующие строки: "Все это были Тверские-Ямские века, и грязь, и сияние святости, и разврат, и рабочие кварталы, прокламации и баррикады". Пастернак передает образ Тверской-Ямской начала двадцатого века как окраины Москвы, рабочего района, в котором живут трудящиеся на Брестской железной дороге. Улица, согласно роману, стала одним из центров событий революционного времени.

## Транспорт
- Станции метро «Белорусская» — кольцевая и радиальная.
- Белорусский вокзал.
- Автобусы:
  -  м1, е30; н1, н12.